# В'єлсріп
В'єлсріп (нід. Wjelsryp) — село в нідерландській провінції Фрисландія. Входить до муніципалітету Вадхуке.
Його площа становить 5,95км², а населення станом на 2021 рік складало 455 осіб.
Перша згадка про населений пункт датується 944  роком.

## Галерея

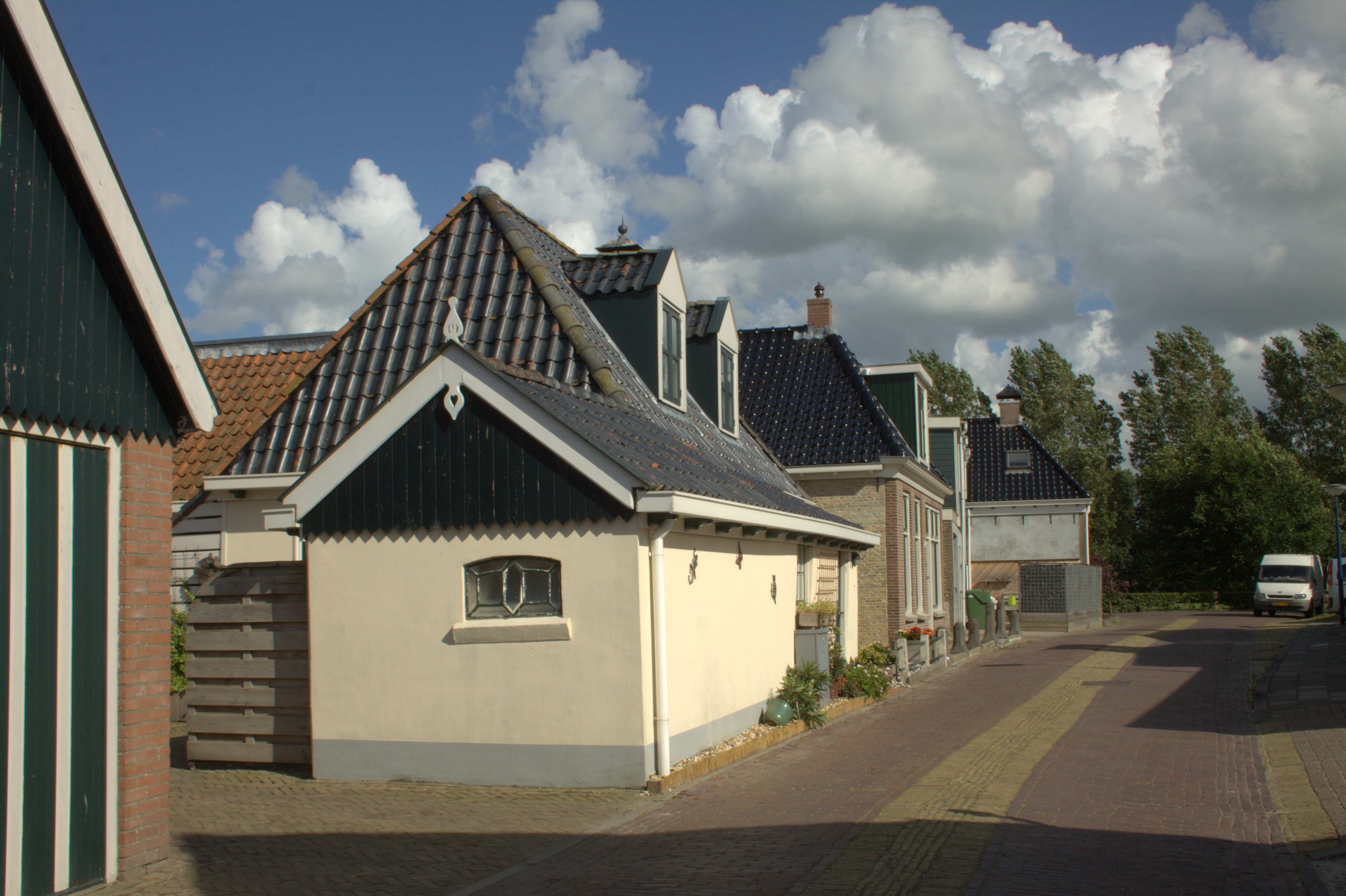
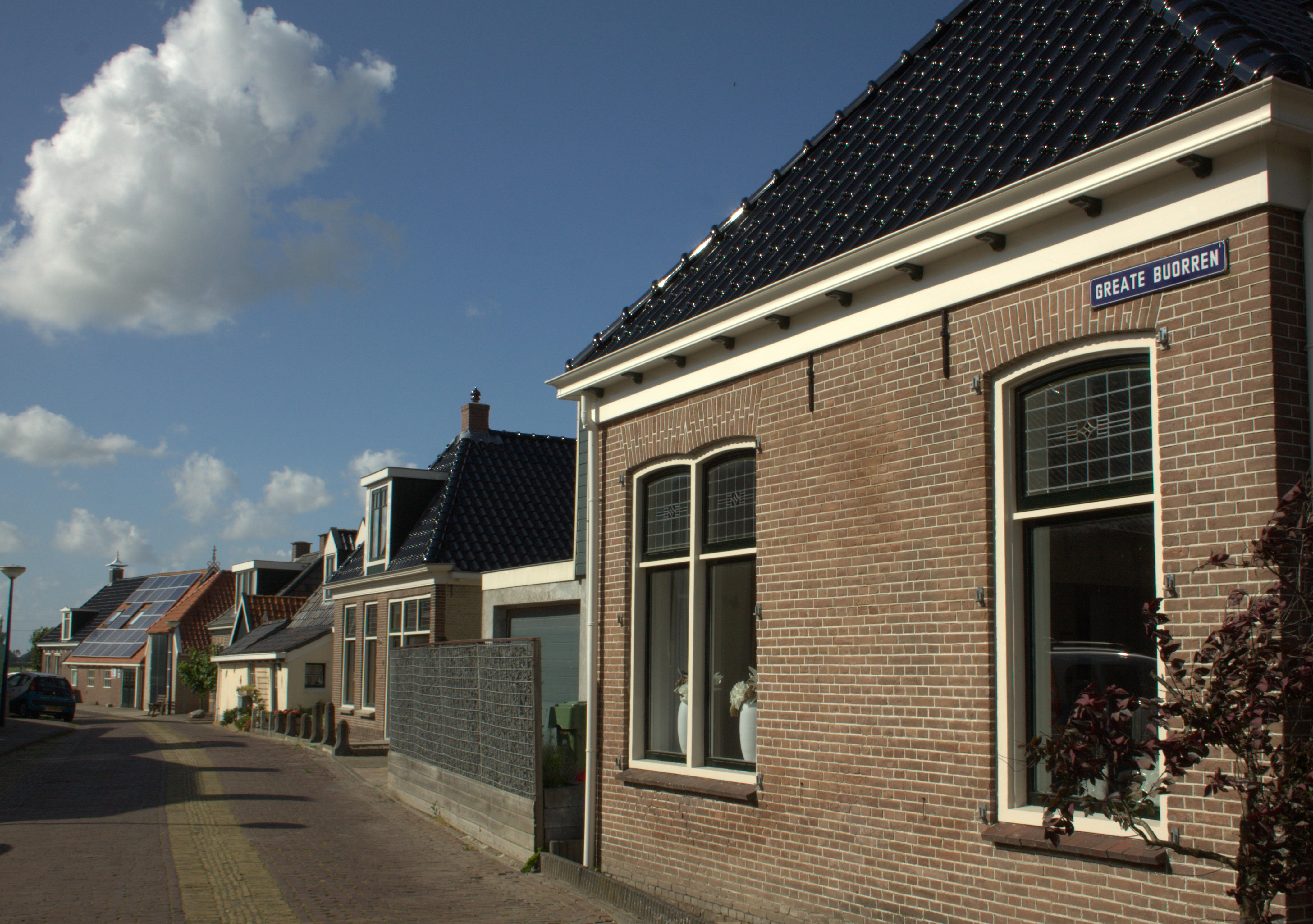
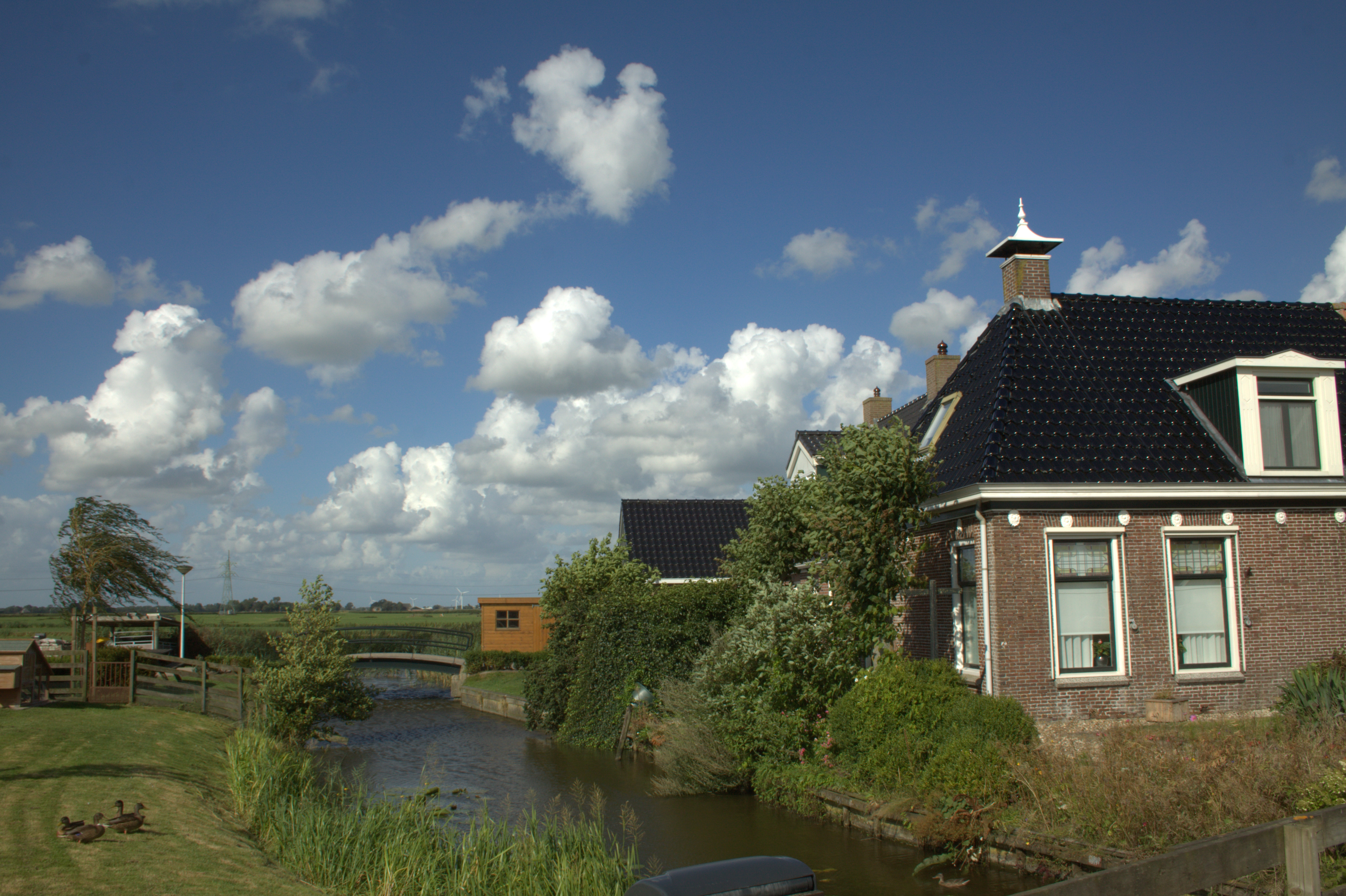
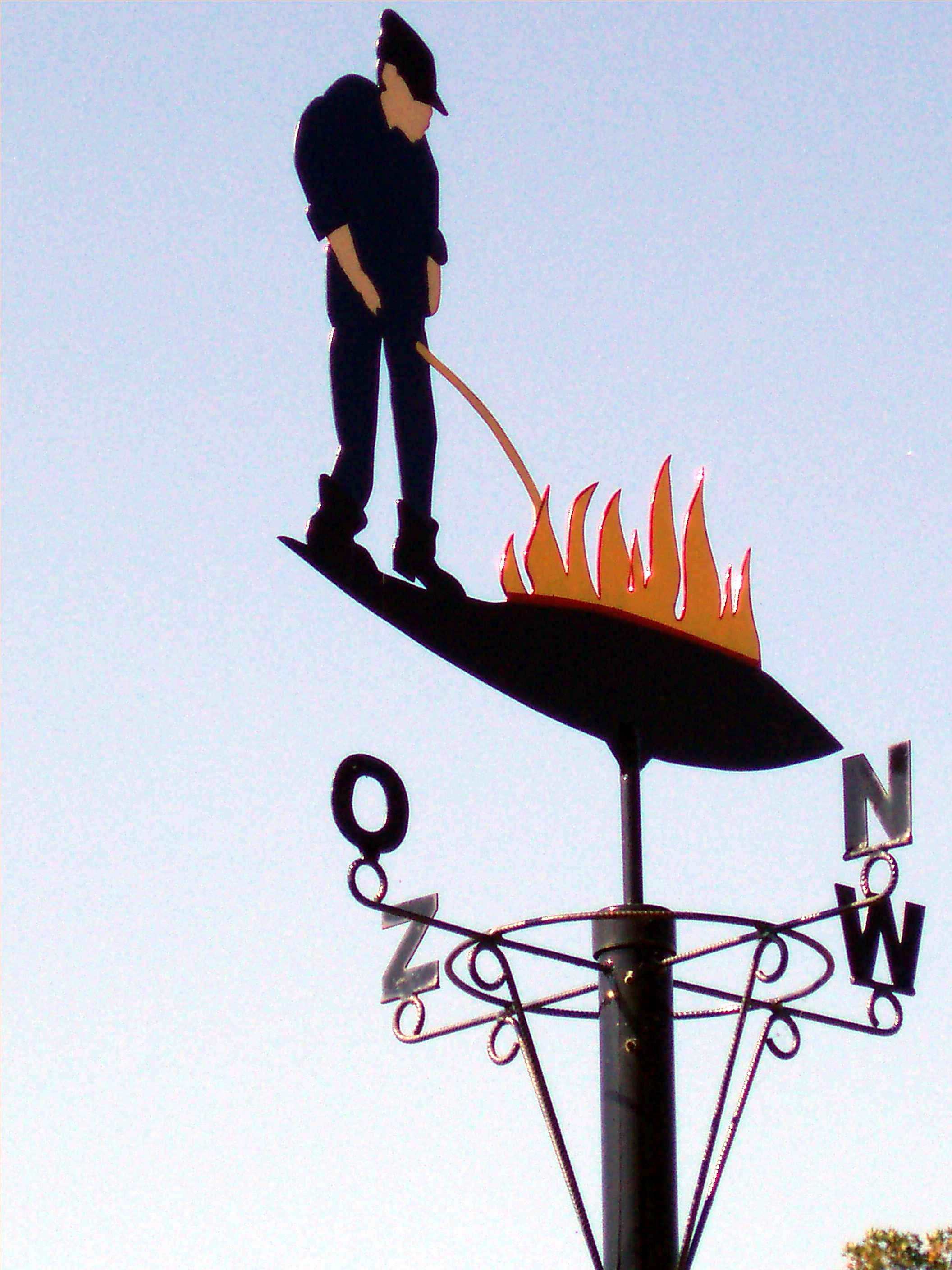